# Santuario Nacional Megantoni

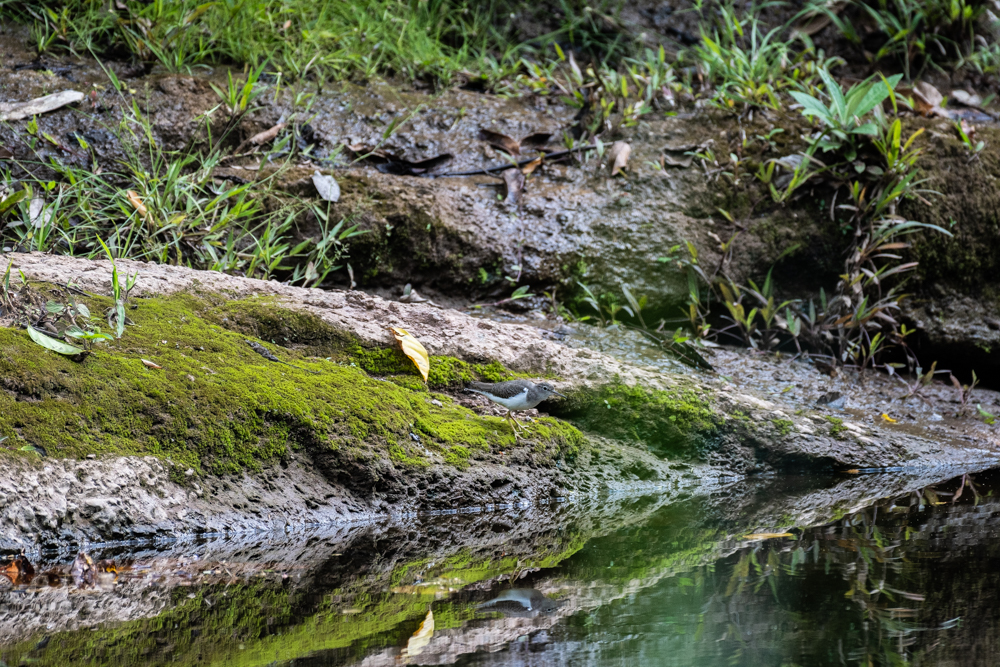
Santuario Nacional Megantoni (2022)

Das Santuario Nacional Megantoni (SNM) ist ein nationales Schutzgebiet im in Südost-Peru in der Region Cusco. Es wurde am 17. August 2004 eingerichtet. Verwaltet wird es von der staatlichen Naturschutz-Agentur Servicio Nacional de Areas Naturales Protegidas por el Estado (SERNANP). Das Areal besitzt eine Fläche von 2158,69 km². Es entspricht der IUCN-Kategorie III, vergleichbar einem Naturdenkmal in Deutschland. Das Santuario Nacional Megantoni dient der Erhaltung der Bergregenwälder in den Bergen von Megantoni.

## Lage
Das Schutzgebiet befindet sich in den Bergen von Megantoni in den Voranden. Das Gebiet erstreckt sich über den Ostteil des Distrikts Echarati in der Provinz La Convención. Es umfasst die Quellgebiete der Flüsse Río Timpía und Río Ticumpinia, zwei rechte Nebenflüsse des Río Urubamba. Der Río Urubamba durchquert den äußersten Westen des Schutzgebietes. Dieses reicht noch etwa 14 km weiter nach Westen. Im Westen grenzt das Santuario Nacional Megantoni an die Reserva Comunal Machiguenga, die wiederum an den Nationalpark Otishi grenzt. Im Osten grenzt das Santuario Nacional Megantoni an den Nationalpark Manú. Im Norden grenzt das Schutzgebiet an die Reserva Territorial Kugapakori, Nahua, Nanti y otros.

## Ökosystem
Im Schutzgebiet wurden 378 Vogelarten gezählt. Zu diesen gehören der Schwarztinamu (Tinamus osgoodi), der Gebirgsara (Primolius couloni) und der Soldatenara (Ara militaris). Im Schutzgebiet kommen 32 Säugetier-Arten vor, darunter der Brillenbär (Tremarctos ornatus), der Südamerikanische Fischotter (Lontra longicaudis), der Weißstirnklammeraffe (Ateles belzebuth), der Gehaubte Kapuziner (Sapajus apella) und der Puma (Puma concolor). Ferner wurden 19 Reptilien-Arten und 32 Amphibien-Arten erfasst. Zu den Amphibien-Arten gehören 12 neu beschriebene.